# Massachusetts Archives

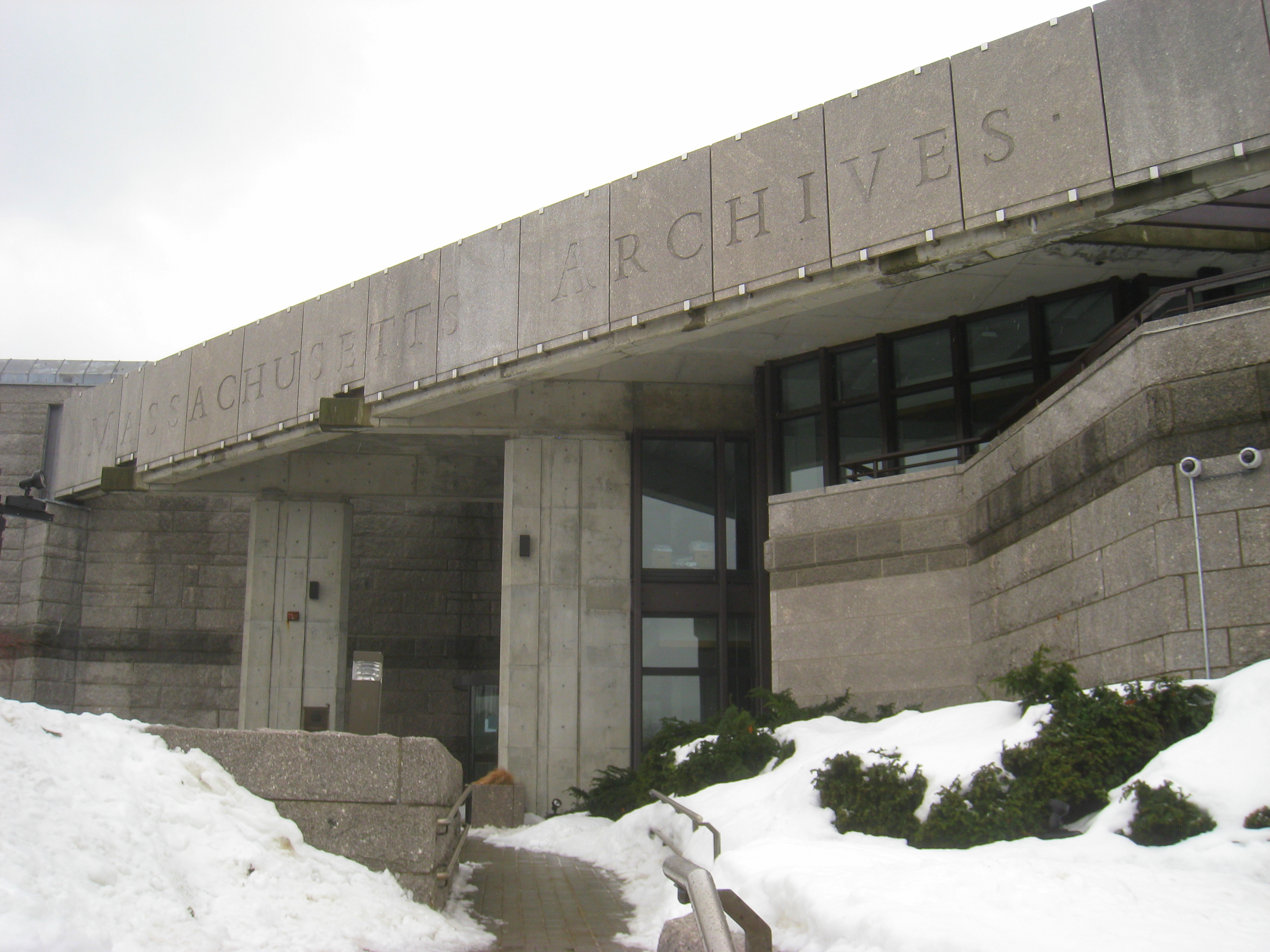
La sede dei Massachusetts Archives

I Massachusetts Archives sono l'archivio di stato del Massachusetts. L'archivio si trova sulla penisola di Columbia Point nel quartiere bostoniano di Dorchester. L'istituzione è posta alle dipendenze del Massachusetts Secretary of the Commonwealth.

## Patrimonio
In generale l'Archivio conserva e rende accessibili i documenti relativi agli atti del Governo statale ed assiste le amministrazioni dello stato del Massachusetts nella gestione dei loro documenti.
Oltre ai documenti formati dall'amministrazione statale del Massachusettsl'Archivio custodisce le copie consegnate allo Stato del Massachusetts della Dichiarazione d'indipendenza degli Stati Uniti d'America e del Bill of Rights.
Conserva inoltre la Costituzione del Massachusetts del 1780, la patente di concessione della Colonia della Massachusetts Bay del 1629, nonché documenti del tempo della Guerra d'indipendenza americana. Custodisce numerosi documenti firmati da George Washington, John Adams e John Hancock, così come trattati stipulati con le tribù indiane e testimonianze della stregoneria. Conserva anche oggetti, come la matrice di rame della stampa del Massacro di Boston eseguita da Paul Revere.